# 마티 하우타매키
마티 안테로 하우타매키(핀란드어: Matti Antero Hautamäki, 핀란드어 발음: [ˈmɑtːi ˈɑntero ˈhɑu̯tɑmæki], 1981년 7월 14일~)는 핀란드의 전직 스키점프 선수이다. 올림픽에 3회 참가하여 2002년 동계 올림픽에서 라지힐 단체전 은메달, 라지힐 개인전 동메달, 2006년 동계 올림픽에서 라지힐 개인전과 단체전 은메달을 획득했다. 또한 세계 선수권 대회에서 금메달 1개, 은메달 3개를 획득했고 세계 스키 플라잉 선수권 대회에서 은메달 3개, 동메달 2개를 획득했다.